# Kamienica Pod Żabami w Bielsku-Białej

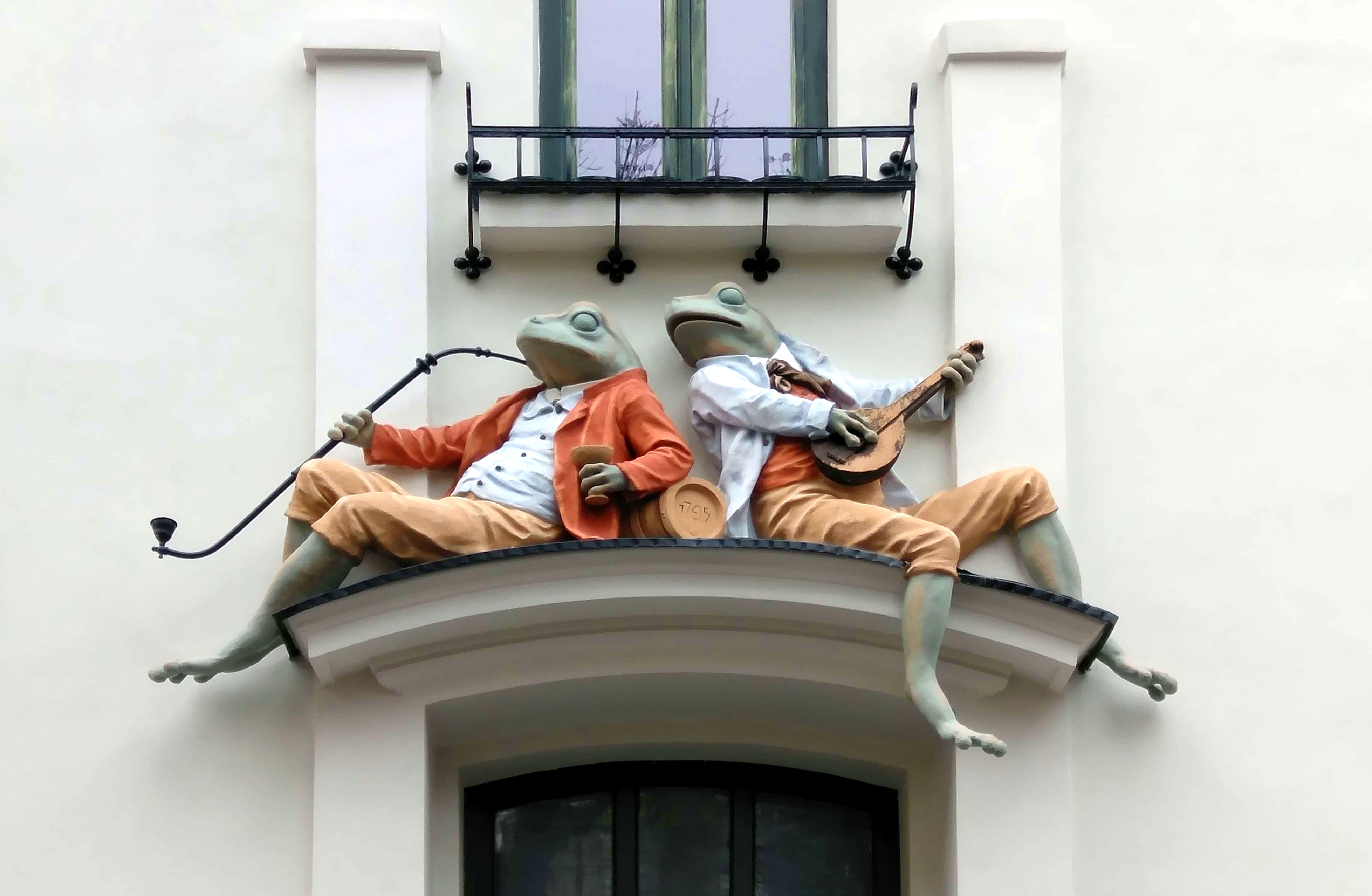
Portal z figurami żab

Kamienica „Pod Żabami” – secesyjna kamienica położona na rogu pl. Wojska Polskiego (nr 12) i ul. Targowej (nr 2) w Bielsku-Białej, naprzeciwko kościoła Marcina Lutra.
Powstała w 1903 r., według projektu bialskiego architekta Emanuela Rosta juniora. Pierwotnie mieściła się tu winiarnia Rudolfa Nahowskiego. Dekoracyjna elewacja budynku imituje mur pruski, nad wejściami znajdują się wykusze, a w centralnej części pseudowieża. Na ścianie północnej znajdują się płaskorzeźby owadów, oraz portal (od strony ul. Targowej) z figurami dwóch żab, ubranych we fraki. Jedna gra na mandolinie, zaś druga trzyma w jednej ręce fajkę, a w drugiej kieliszek, opierając się na beczce, najprawdopodobniej beczce wina. W 2019 roku kamienica otrzymała zrekonstruowane według zdjęć historycznych poszycie dachowe wykonane z dachówki „karpiówki” w kolorach pomarańczowym i zielonym.